# Детско-юношеска школа на ПФК ЦСКА (Москва)
Детско-юношеската школа на ПФК ЦСКА Москва е основана през 1954 година.
Школата включва младежки и юношески формации. В нея играят момчета от 6 до 17 години. Във всеки отбор има по 25 души.
През 2005 юношеският отбор заема 2-ро място на европейско клубно първенство за юноши. Същата година завършва 3-ти на световното клубно първенство.
Треньори в школата са били доста бивши футболисти на ЦСКА, като Юрий Аждем, Дмитрий Карсаков, Олег Корнаухов и Дмитрий Хомуха.
Най-известният футболист, излязъл от школата на отбора, е Игор Акинфеев.

## Известни футболисти
- Игор Акинфеев
- Питър Одемвингие
- Игор Семшов
- Денис Глушаков
- Михаил Синев
- Александър Салугин
- Дмитрий Буликин
- Сергей Самодин
- Михаил Ерьомин
- Алберт Шестерньов